# Урочище Хорошеве
Урочище Хорошеве — ландшафтний заказник місцевого значення. Заказник розташований біля с. Хорошеве Синельниківського району Дніпропетровської області.
Площа заказника — 15 га, створений у 2001 році.